# Euskal Bizikleta 2006
La Euskal Bizikleta 2006, trentasettesima edizione della corsa, si svolse in cinque tappe dal 31 maggio al 4 giugno 2006, per un percorso totale di 793,2 km. Fu vinta dallo spagnolo Koldo Gil che terminò in 19h56'45". La gara faceva parte del calendario dell'UCI Europe Tour 2006 ed era classificata di categoria 2.HC.

## Tappe
| Tappa  | Data      | Percorso                              | km    | Vincitore di tappa | Leader cl. generale |
| ------ | --------- | ------------------------------------- | ----- | ------------------ | ------------------- |
| 1ª     | 31 maggio | Eibar > Arrigorriaga                  | 165,5 | Koldo Gil          | Koldo Gil           |
| 2ª     | 1º giugno | Arrigorriaga > Ispaster               | 174   | Andrea Tonti       | Koldo Gil           |
| 3ª     | 2 giugno  | Ispaster > Gatzaga                    | 190,9 | Aaron Villegas     | Koldo Gil           |
| 4ª-1ª  | 3 giugno  | Leintz-Gatzaga > Agurain              | 84,1  | Francisco Ventoso  | Koldo Gil           |
| 4ª-2ª  | 3 giugno  | Agurain > Agurain (cron. individuale) | 21,2  | Koldo Gil          | Koldo Gil           |
| 5ª     | 4 giugno  | Iurreta > Arrate (Eibar)              | 157,5 | David Herrero      | Koldo Gil           |
| Totale | Totale    | Totale                                | 793,2 |                    |                     |

## Squadre e corridori partecipanti
Le 17 squadre partecipanti alla gara furono:
| N.    | Cod. | Squadra                        |
| ----- | ---- | ------------------------------ |
| 1-8   | ECV  | Comunidad Valenciana           |
| 11-18 | KAI  | Kaiku                          |
| 21-28 | EUS  | Euskaltel-Euskadi              |
| 31-38 | LSW  | Liberty Seguros-Würth Team     |
| 41-48 | SDV  | Saunier Duval-Prodir           |
| 51-57 | CEI  | Caisse d'Epargne-Illes Balears |
| 61-68 | BAR  | Barloworld                     |
| 71-78 | AGR  | Agritubel                      |
| 81-88 | REL  | Relax-GAM                      |

| N.      | Cod. | Squadra                         |
| ------- | ---- | ------------------------------- |
| 91-98   | LPR  | Team LPR                        |
| 101-108 | ASA  | Acqua & Sapone                  |
| 111-118 | MOL  | 3 Molinos Resort                |
| 121-128 | APV  | Andalucía-Paul Versan           |
| 131-138 | AGC  | Androni Gioc.-3C Casalinghi Jet |
| 141-148 | ORB  | Orbea                           |
| 151-158 | SPI  | Spiuk-Extremadura               |
| 161-168 | GNM  | Grupo Nicolás Mateos            |

## Dettagli delle tappe

### 1ª tappa
- 31 maggio: Eibar > Arrigorriaga – 165,5 km

Risultati
| Pos. | Corridore      | Squadra       | Tempo    |
| ---- | -------------- | ------------- | -------- |
| 1    | Koldo Gil      | Saunier Duval | 3h51'47" |
| 2    | David Herrero  | Euskaltel     | a 6"     |
| 3    | Jesús del Nero | 3 Molinos     | s.t.     |

| Pos. | Corridore      | Squadra       | Tempo    |
| ---- | -------------- | ------------- | -------- |
| 1    | Koldo Gil      | Saunier Duval | 3h51'47" |
| 2    | David Herrero  | Euskaltel     | a 6"     |
| 3    | Jesús del Nero | 3 Molinos     | s.t.     |

### 2ª tappa
- 1º giugno: Arrigorriaga > Ispaster – 174 km

Risultati
| Pos. | Corridore      | Squadra      | Tempo    |
| ---- | -------------- | ------------ | -------- |
| 1    | Andrea Tonti   | Acqua & Sap. | 4h24'01" |
| 2    | Félix Cárdenas | Barloworld   | s.t.     |
| 3    | Samuel Sánchez | Euskaltel    | s.t.     |

| Pos. | Corridore      | Squadra       | Tempo    |
| ---- | -------------- | ------------- | -------- |
| 1    | Koldo Gil      | Saunier Duval | 8h15'52" |
| 2    | Rodrigo García | Kaiku         | a 2"     |
| 3    | Jorge Ferrío   | 3 Molinos     | s.t.     |

### 3ª tappa
- 2 giugno: Ispaster > Gatzaga – 190,9 km

Risultati
| Pos. | Corridore      | Squadra       | Tempo    |
| ---- | -------------- | ------------- | -------- |
| 1    | Aaron Villegas | Orbea         | 4h58'26" |
| 2    | Koldo Gil      | Saunier Duval | s.t.     |
| 3    | David Herrero  | Euskaltel     | a 38"    |

| Pos. | Corridore      | Squadra       | Tempo     |
| ---- | -------------- | ------------- | --------- |
| 1    | Koldo Gil      | Saunier Duval | 13h14'18" |
| 2    | Aaron Villegas | Orbea         | a 17"     |
| 3    | David Herrero  | Euskaltel     | a 44"     |

### 4ª tappa-1ª semitappa
- 3 giugno: Leintz-Gatzaga > Agurain – 84,1 km

Risultati
| Pos. | Corridore         | Squadra       | Tempo    |
| ---- | ----------------- | ------------- | -------- |
| 1    | Francisco Ventoso | Saunier Duval | 2h02'10" |
| 2    | Aaron Kemps       | Liberty Seg.  | s.t.     |
| 3    | Giuseppe Palumbo  | Acqua & Sap.  | s.t.     |

| Pos. | Corridore      | Squadra       | Tempo     |
| ---- | -------------- | ------------- | --------- |
| 1    | Koldo Gil      | Saunier Duval | 15h16'28" |
| 2    | Aaron Villegas | Orbea         | a 17"     |
| 3    | David Herrero  | Euskaltel     | a 44"     |

### 4ª tappa-2ª semitappa
- 3 giugno: Agurain > Agurain – Cronometro individuale – 21,2 km

Risultati
| Pos. | Corridore     | Squadra       | Tempo  |
| ---- | ------------- | ------------- | ------ |
| 1    | Koldo Gil     | Saunier Duval | 26'37" |
| 2    | Ángel Vicioso | Liberty Seg.  | a 6"   |
| 3    | David Herrero | Euskaltel     | a 8"   |

| Pos. | Corridore      | Squadra       | Tempo     |
| ---- | -------------- | ------------- | --------- |
| 1    | Koldo Gil      | Saunier Duval | 15h43'05" |
| 2    | David Herrero  | Euskaltel     | a 52"     |
| 3    | Aaron Villegas | Orbea         | a 57"     |

### 5ª tappa
- 4 giugno: Iurreta > Arrate (Eibar) – 157,5 km

Risultati
| Pos. | Corridore           | Squadra       | Tempo    |
| ---- | ------------------- | ------------- | -------- |
| 1    | David Herrero       | Euskaltel     | 4h13'32" |
| 2    | Koldo Gil           | Saunier Duval | a 8"     |
| 3    | Pedro Arreitunandia | Barloworld    | a 16"    |

| Pos. | Corridore      | Squadra       | Tempo     |
| ---- | -------------- | ------------- | --------- |
| 1    | Koldo Gil      | Saunier Duval | 19h56'45" |
| 2    | David Herrero  | Euskaltel     | a 44"     |
| 3    | Jesús del Nero | 3 Molinos     | a 1'54"   |

## Evoluzione delle classifiche
| Tapp4              | Vincitore          | Classifica generale | Classifica a punti | Classifica scalatori | Classifica mete volanti | Classifica a squadre |
| ------------------ | ------------------ | ------------------- | ------------------ | -------------------- | ----------------------- | -------------------- |
| 1ª                 | Koldo Gil          | Koldo Gil           | Koldo Gil          | Igor Antón           | Adrián Palomares        | Kaiku                |
| 2ª                 | Andrea Tonti       | Koldo Gil           | Rodrigo García     | Igor Antón           | Aaron Villegas          | Barloworld           |
| 3ª                 | Aaron Villegas     | Koldo Gil           | Koldo Gil          | Igor Antón           | Aaron Villegas          | Barloworld           |
| 4ª-1ª              | Francisco Ventoso  | Koldo Gil           | Koldo Gil          | Igor Antón           | Aaron Villegas          | Barloworld           |
| 4ª-2ª              | Koldo Gil          | Koldo Gil           | Koldo Gil          | Igor Antón           | Aaron Villegas          | Barloworld           |
| 5ª                 | David Herrero      | Koldo Gil           | David Herrero      | Unai Etxebarria      | Aaron Villegas          | Barloworld           |
| Classifiche finali | Classifiche finali | Koldo Gil           | David Herrero      | Unai Etxebarria      | Aaron Villegas          | Barloworld           |

## Classifiche finali

### Classifica generale
| Pos. | Corridore           | Squadra       | Tempo     |
| ---- | ------------------- | ------------- | --------- |
| 1    | Koldo Gil           | Saunier Duval | 19h56'45" |
| 2    | David Herrero       | Euskaltel     | a 44"     |
| 3    | Jesús del Nero      | 3 Molinos     | a 1'54"   |
| 4    | Pedro Arreitunandia | Barloworld    | s.t.      |
| 5    | Aleksandr Efimkin   | Barloworld    | a 2'11"   |
| 6    | Andrea Tonti        | Acqua & Sap.  | a 2'26"   |
| 7    | Aaron Villegas      | Orbea         | a 2'28"   |
| 8    | Haimar Zubeldia     | Euskaltel     | a 2'32"   |
| 9    | Amets Txurruka      | Barloworld    | a 2'38"   |
| 10   | Rodrigo García      | Kaiku         | a 3'02"   |

### Classifica a punti
| Pos. | Corridore      | Squadra       | Punti |
| ---- | -------------- | ------------- | ----- |
| 1    | David Herrero  | Euskaltel     | 95    |
| 2    | Koldo Gil      | Saunier Duval | 90    |
| 3    | Rodrigo García | Kaiku         | 61    |
| 4    | Andrea Tonti   | Acqua & Sap.  | 57    |
| 5    | Jesús del Nero | 3 Molinos     | 47    |

### Classifica mete volanti
| Pos. | Corridore             | Squadra      | Punti |
| ---- | --------------------- | ------------ | ----- |
| 1    | Aaron Villegas        | Orbea        | 12    |
| 2    | Aitor Osa             | Liberty Seg. | 7     |
| 3    | Adrián Palomares      | Kaiku        | 4     |
| 4    | Stéphane Berges       | Agritubel    | 4     |
| 5    | Adolfo Garcia Quesada | Andalucía    | 3     |

### Classifica scalatori
| Pos. | Corridore         | Squadra       | Punti |
| ---- | ----------------- | ------------- | ----- |
| 1    | Unai Etxebarria   | Euskaltel     | 37    |
| 2    | Igor Antón        | Euskaltel     | 24    |
| 3    | Aitor Osa         | Liberty Seg.  | 20    |
| 4    | Francisco Ventoso | Saunier Duval | 18    |
| 5    | Aaron Villegas    | Orbea         | 17    |

### Classifica squadre
| Pos. | Squadra                    | Tempo     |
| ---- | -------------------------- | --------- |
| 1    | Barloworld                 | 59h56'55" |
| 2    | Kaiku                      | a 6'07"   |
| 3    | Comunidad Valenciana       | a 8'37"   |
| 4    | Andalucía-Paul Versan      | a 9'38"   |
| 5    | Liberty Seguros-Würth Team | a 10'47"  |